# Macropsis ziziphi
Macropsis ziziphi är en insektsart som beskrevs av Chandrasekhara A. Viraktamath 1980. Macropsis ziziphi ingår i släktet Macropsis och familjen dvärgstritar. Inga underarter finns listade i Catalogue of Life.